# Villanova d’Ardenghi
Villanova d’Ardenghi – miejscowość i gmina we Włoszech, w regionie Lombardia, w prowincji Pawia.
Według danych na rok 2004 gminę zamieszkiwało 687 osób, 114,5 os./km².